# Mahmoud Reza Pahlavi
Mahmoud Reza Pahlavi (in persiano محمودرضا پهلوی‎; Teheran, 5 ottobre 1926 – Los Angeles, 15 marzo 2001) è stato un principe iraniano della dinastia Pahlavi, figlio di Reza Shah.

## Biografia
Mahmoud Reza Pahlavi nacque il 5 ottobre 1926 a Teheran, in Iran. Era il terzo figlio di Reza Pahlavi dalla sua consorte secondaria, Esmat Dowlatshahi della dinastia Qajar. Un anno prima della sua nascita, suo padre depose i Qajar e proclamò se stesso primo Shah della dinastia Pahlavi. Mahmoud nacque quindi principe imperiale dell'Iran, ma la nuova Costituzione lo escluse dalla successione al trono a causa della parentela di sua madre con la dinastia deposta.
Venne istruito in Svizzera e in seguito si arruolò nell'esercito iraniano, ma lasciò il Paese nel 1941, quando suo padre fu deposto a favore di Mohammed Reza, suo figlio maggiore nato dalla consorte ufficiale Tadj. Tornò brevemente in Iran nel 1944, dopo la morte del padre, ma ripartì subito dopo per studiare economia gestazionale nelle Università della California e del Michigan, in America.
Tornò in Iran negli anni '50, e nel 1954 sposò Mehrdokht Azam Zangeneh, da cui divorziò nel 1957. Nel 1964 sposò Maryam Eghbal, diciottenne figlia di Manouchehr Eghbal, che nel 1966 divorziò da lui per sposare suo nipote Shahriar Shafiq, figlio della sua sorellastra Ashraf.
Durante il regno del suo fratellastro si occupò di questioni legate allo sviluppo agricolo e rurale dell'Iran, fin quando non fu bandito dagli eventi reali a causa del suo dimostrato coinvolgimento nel traffico d'oppio.
Dopo la rivoluzione islamica del 1979, che depose i Pahlavi e pose fine alla monarchia in Iran, si rifugiò a Los Angeles, in America, dove venne arrestato per possesso e vendita di oppiacei. Morì a Los Angeles il 15 marzo 2001.